# استان ساینیابولی
استان ساینیابولی (به لاتین: Sainyabuli Province) یک استان در لائوس است که در غرب این کشور واقع شده‌است.

## خصوصیات
استان ساینیابولی ۱۶٬۳۸۹ کیلومترمربع مساحت و ۳۸۲٬۲۰۰ نفر جمعیت دارد.